# Bombones de Viena

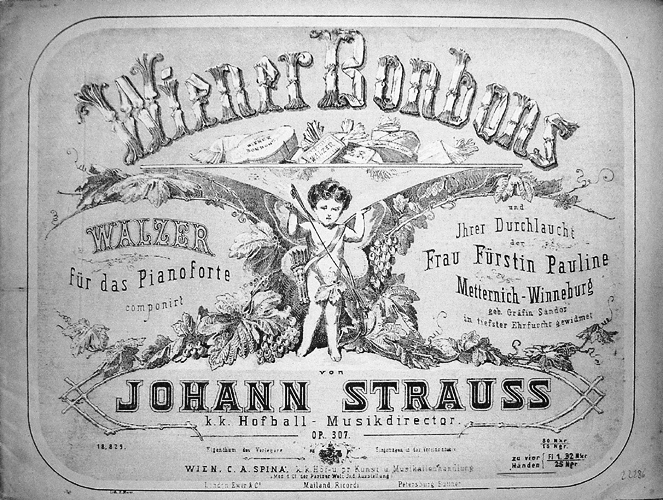
Portada de una versión para piano del vals.

Bombones de Viena (título original alemán: Wiener Bonbons) op. 307 es un vals compuesto en 1866 por Johann Strauss (hijo). Fue estrenado el 28 de enero de ese mismo año en el baile de la Asociación de Sociedades industriales en la Redoutensaal del Palacio Imperial de Hofburg, y fue dedicado a la influyente princesa Pauline Metternich-Winneburg, esposa del por entonces embajador austríaco en París. 
El festival tenía por objeto recaudar fondos para la construcción de hospitales alemanes en París, y se suponía que el hermano menor de Strauss, Josef, conduciría el baile sin la presencia de Johann, quien estaba feliz de poder ceder su lugar a Josef, permitiéndole componer la pieza dedicatoria, pero a último momento optó por contribuir con un vals propio para glorificar el evento. El resultado fue Bombones de Viena, que combinaba el vals vienés con el instinto parisino. 

vals 1

La introducción comienza con clarinetes y  pizzicato de cuerdas, en un modo relativamente tenso. Enseguida el primer tema del vals hace una vigorosa entrada, las cuerdas en un fuerte ritmo de 3/4. Las secciones siguientes son llamativas, en contraste con pasajes de melodías amables y reflexivas. Luego de una corta coda, el vals finaliza con un tema de metales subrayado por la percusión.